# Passo dei Guselli
Il passo dei Guselli (917 m s.l.m.) è un valico dell'Appennino ligure situato nel comune di Morfasso, in provincia di Piacenza, che mette in comunicazione la val d'Arda con la val Chero.
In cima al passo è presente l'omonima frazione morfassina, teatro il 4 dicembre 1944 dell'uccisione di 25 partigiani e la cattura di altri 10, provenienti da Morfasso ad opera di una colonna appiedata tedesca. In cima al valico è posto un monumento con una lapide in bronzo recante i nomi dei caduti. L'avvenimento viene ricordato ogni anno il 25 aprile con un raduno ciclistico che vede il passo raggiunto partendo da Piacenza.
Lungo il versante morfassino, la strada inizia a salire gradualmente prima di raggiungere Morfasso, superato il lago di Mignano; fino al capoluogo la strada risale il corso del torrente Arda e, poi, del suo affluente Lubiana, che viene superato su di un ponte un paio di chilometri prima di entrare a Morfasso dove si diramano le strade per il passo del Pellizzone e per il passo Santa Franca. All'uscita del paese viene superato nuovamente l'Arda, dopodiché, la strada inizia a salire con pendenze più accentuate, affrontando diversi tornanti.
Dalla val Chero, la strada si dirama dalla provinciale di fondovalle, proveniente da Carpaneto Piacentino, attraversando Rustigazzo, frazione di Lugagnano Val d'Arda; alcuni chilometri dopo Rustigazzo, si dirama la variante della strada provinciale 14 che conduce a Veleia Romana, dove sono visibili i resti del municipium romano, in seguito la strada attraversa o lambisce, prima di raggiungere il valico, le località di Villa, Carignone, Monte, San Michele, Bellini, Chiavarini e Malvisi.
Le strade provenienti dai due versanti si congiungono nei pressi del valico, dove si dirama una strada comunale che raggiunge le frazioni di Sartori e Rocchetta, da dove è possibile ridiscendere a Morfasso oppure salire verso il passo Santa Franca. La strada provinciale 15, superato il passo, rimane in quota per circa un chilometro, fino a raggiungere Prato Barbieri, località posta al confine con i comuni di Bettola e Gropparello, sullo spartiacque tra la val Chero e la val Nure, da dove, poi, inizia a scendere verso Bettola.